# Velveteen Dream
Patrick Clark Jr. (* 19. August 1995 in Washington D.C., USA), besser bekannt unter seinem Ringnamen Velveteen Dream, ist ein US-amerikanischer Wrestler. Er stand zuletzt bei World Wrestling Entertainment (WWE) unter Vertrag. Sein bisher größter Erfolg ist der Erhalt der NXT North American Championship.

## Wrestling-Karriere
Clark startete 2014 im Trainingszentrum von Maryland Championship Wrestling (MCW) seine Ausbildung als Wrestler. Bei MCW bestritt er unter dem Ringnamen Slugger Clark am 3. Oktober 2014 auch sein erstes Wrestlingmatch. Später trat er unter seinem bürgerlichen Namen an. Am 3. Oktober 2015 gewann er mit Lio Rush die MCW Tag Team Championship.
Neben Auftritten für verschiedene Independent-Ligen 2015 nahm er an der 6. Staffel der von World Wrestling Entertainment produzierten Show Tough Enough teil, schied allerdings in der fünften Folge der Show aus. Am 17. Oktober 2015 unterzeichnete Clark aber einen Vertrag bei World Wrestling Entertainment. Sein erstes Match bei der WWE bestritt er am 5. Februar 2016 bei einer Houseshow von NXT, wo er gegen Riddick Moss verlor. Sein Fernsehdebüt feierte er einige Zeit später bei der NXT-Ausgabe vom 20. Juli 2016, welche bereits am 24. Juni 2016 aufgezeichnet worden war. Dabei verlor er ein Match gegen Austin Aries. Anfangs trat er auch bei NXT unter seinem bürgerlichen Namen auf, in der NXT-Ausgabe vom 24. Mai 2017 debütierte er schließlich unter seinem neuen Ringnamen The Velveteen Dream und gewann in einem kurzen Match gegen Robert Anthony. Im September 2017 startete er eine Fehde gegen Aleister Black, welche mit einem Match beim PPV NXT TakeOver: WarGames am 18. November 2017 mit einem Sieg von Black endete. Bei diesem Match verletzte er sich, weshalb er für einige Zeit pausieren musste. Danach nahm er regelmäßig an den Großveranstaltungen von NXT teil und etablierte sich als einer der Publikumslieblinge.
Am 27. Januar 2019 gewann er im Finale des Worlds Collide Tournaments ein Match gegen Tyler Bate, was ihm ein späteres NXT-Titelmatch seiner Wahl sicherte. Er wählte ein Match um die NXT North American Championship, die er in der NXT-Ausgabe vom 20. Februar 2019, welche am 30. Januar 2019 aufgezeichnet worden war, auch von Johnny Gargano gewann. Diesen Titel durfte er bis zur NXT-Ausgabe vom 18. September 2019 halten, als er ihn nach mehreren erfolgreichen Titelverteidigungen an Roderick Strong verlor.
Nach einer weiteren verletzungsbedingten Pause kehrte er am 5. Februar 2020 zurück und startete eine Fehde mit The Undisputed Era. Dies resultierte in einem Titelmatch um die NXT Championship, welches bei NXT TakeOver: In Your House als cinematischer Backlot Brawl ausgetragen wurde. In diesem Match unterlag Velveteen Dream allerdings dem amtierenden Champion Adam Cole, den er nunmehr, gemäß einer vor dem Match getroffenen Vereinbarung, nicht mehr um den Titel herausfordern durfte. Am 20. Mai 2021 wurde er von der WWE entlassen.

### Kontroversen und Vorwürfe der sexuellen Belästigung Minderjähriger
Ab April 2020 wurde Clark mehrfach beschuldigt, minderjährigen Jungen und Mädchen anstößige Bilder von ihm geschickt zu haben und in sexueller Weise mit ihnen kommuniziert zu haben. Im August 2022 wurde er wegen Körperverletzung ersten Grades und Hausfriedensbruchs verhaftet. Sechs Tage später wurde er erneut verhaftet. Diese zweite Verhaftung soll im Zusammenhang mit einer Verurteilung wegen eines Drogendeliktes im November 2021 gestanden haben. Im September 2022 behauptete Michael Hutter (EC3), Velveteen Dream habe versucht, Videos von seinen Kollegen in Duschkabinen ohne deren Zustimmung zu filmen, während sie für die WWE arbeiteten. Überdies behauptete EC3, dass die WWE von dem angeblichen Vergehen wusste. Später entschuldigte er sich für seine Vergehen.

## Erfolge

### Titel
- Maryland Championship Wrestling
  - 1× MCW Tag Team Championship (mit Lio Rush)

- World Wrestling Entertainment
  - WWE NXT
    - 1× NXT North American Championship

- Pro Wrestling Illustrated
  - Nummer 90 der Top 500 Wrestler in der PWI 500 im Jahr 2020

## Sonstiges
Sein Gimmick ist an den im April 2016 verstorbenen Sänger Prince angelehnt.